# Fredrikstad
Fredrikstadⓘ [ˈfrɛdriksta] ist eine Kommune und Stadt im norwegischen Fylke Østfold. Die Kommune ist mit 85.862 Einwohnern (Stand: 1. Januar 2025) die einwohnerreichste des Fylkes. Der Verwaltungssitz der Kommune ist die gleichnamige Stadt Fredrikstad, eine Hafenstadt an der Mündung der Glomma. Für statistische Zwecke wird sie gemeinsam mit der angrenzenden Stadt Sarpsborg als ein zusammenhängendes Stadtgebiet (Fredrikstad/Sarpsborg) gewertet.

## Geografie
Die Kommune Fredrikstad liegt im Südosten des Landes an der Ostseite des Oslofjords. Sie grenzt im Norden an Råde sowie im Nordosten und Osten an die Kommune Sarpsborg. Im Süden von Fredrikstad grenzt die Inselkommune Hvaler an. Des Weiteren besteht eine vollständig im Oslofjord verlaufende Grenze zur Kommune Færder, die auf der Westseite des Fjords im Fylke Vestfold liegt.
Die Stadt Fredrikstad liegt an der Mündung der Glomma, Norwegens längstem Fluss. Die Glomma verzweigt sich im Mündungsbereich in einen westlichen und östlichen Flussarm, die Vesterelva und die Østerelva. Zwischen den beiden Armen liegt die Insel Kråkerøy. Neben der Kråkerøy befinden sich im Süden und Westen der Kommune viele weitere Inseln und Holme.
Die Gesamtfläche der Kommune beträgt 292,55 km², wobei Binnengewässer zusammen 8,76 km² ausmachen. Die Fläche des Stadtgebiets von Fredrikstad wird auf 35,8 km² beziffert. Im Nordosten geht die Stadt Fredrikstad nahtlos in die Stadt Sarpsborg über.
Das Terrain der Kommune ist weitgehend flach. Die Erhebung Østentorøysa stellt mit einer Höhe von 118,9 moh. den höchsten Punkt der Kommune Fredrikstad dar.

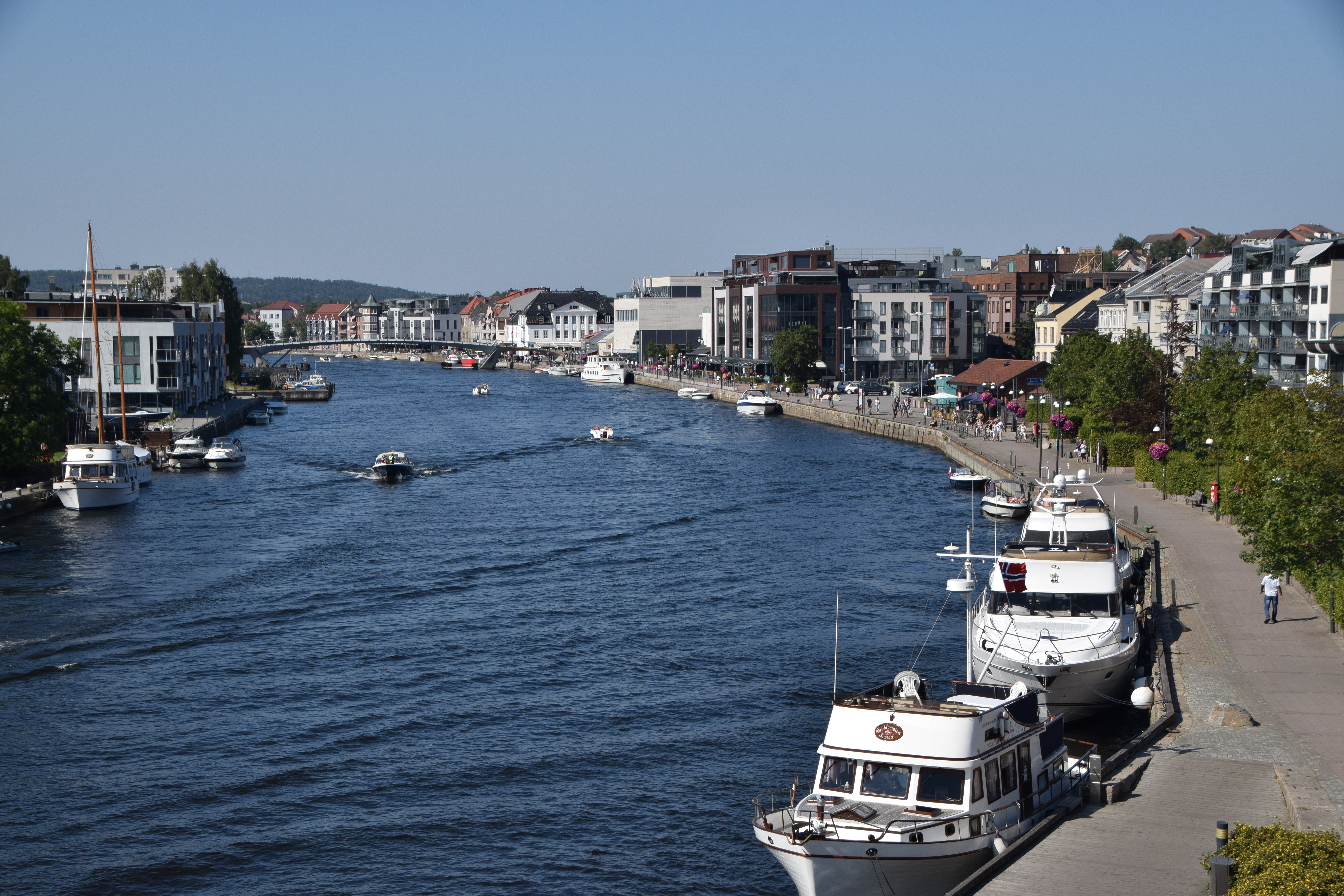
Glomma in Fredrikstad
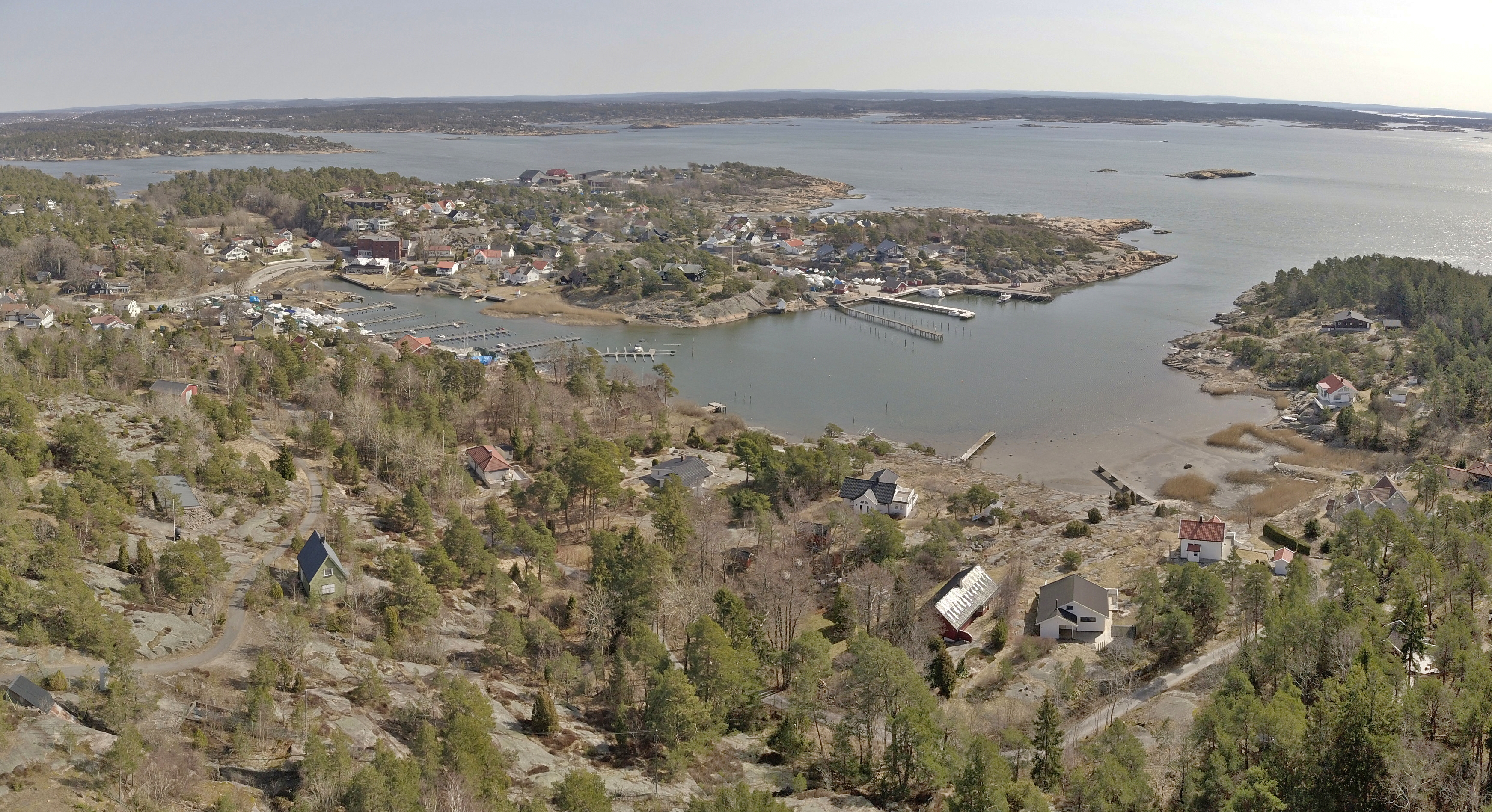
Küstenlandschaft bei Øyenkilen

## Einwohner

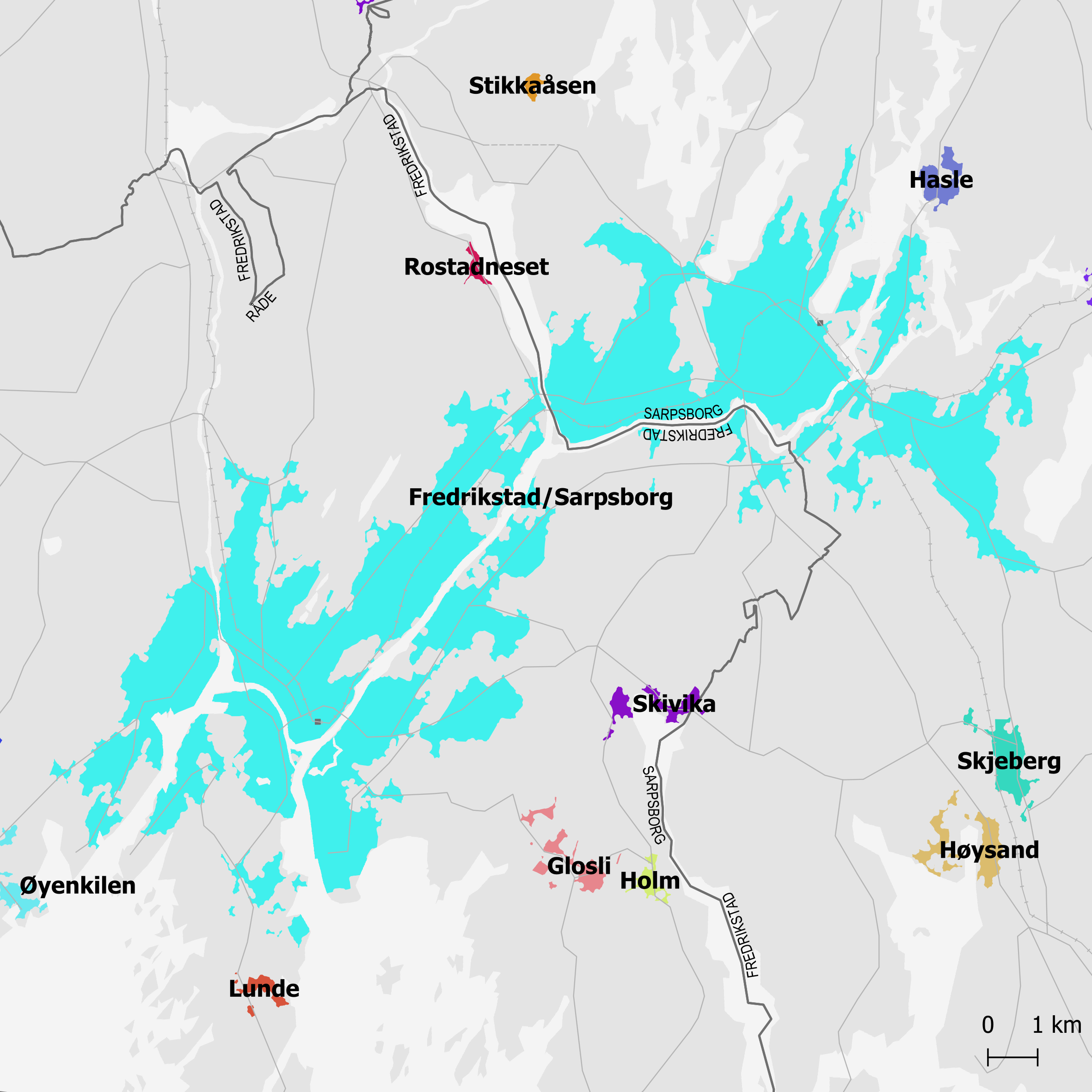
Karte von Fredrikstad/Sarpsborg und den umliegenden Tettstedern (Stand: 2022)

Die Einwohnerzahl der Kommune wuchs seit dem Ende des Zweiten Weltkriegs kontinuierlich an. Da die Städte Fredrikstad und Sarpsborg eine zusammenhängende Bebauung aufweisen, wertet das norwegische Statistikamt Fredrikstad und Sarpsborg seit 1999 als einen Tettsted, also als eine städtische Siedlung. 71.296 der insgesamt 121.679 Einwohner des Tettsteds Fredrikstad/Sarpsborg leben in der Kommune Fredrikstad. Vollständig innerhalb der Kommune liegen die Tettsteder Ørmen mit 205, Glosli mit 775, Holm mit 256, Rostadneset mit 271, Nylende mit 226, Lunde mit 482, Øyenkilen mit 470, Slevik mit 1187 und Lervik mit 3371 Einwohnern. Teilweise zu Fredrikstad gehören zudem die Tettsteder Skivika mit 1021 der insgesamt 1056 Einwohner des Tettsteds und Spetalen mit 130 der insgesamt 2354 Einwohner des Tettsteds (Stand: 1. Januar 2024).
Die Einwohner der Kommune werden Fredrikstadmann bzw. in der weiblichen Form Fredrikstadkvinne oder auch Freksting genannt. Offizielle Schriftsprache ist wie in vielen Kommunen in Østfold Bokmål, die weiter verbreitete der beiden norwegischen Sprachformen.
| Jahr          | 1986   | 1990   | 1995   | 2000   | 2005   | 2010   | 2015   | 2020   | 2025   |
| ------------- | ------ | ------ | ------ | ------ | ------ | ------ | ------ | ------ | ------ |
| Einwohnerzahl | 63.962 | 64.448 | 65.214 | 67.761 | 70.418 | 73.638 | 78.159 | 82.385 | 85.862 |

## Geschichte
In der Region um Fredrikstad wurden viele archäologische Funde gemacht. Auf Kråkerøy etwa gibt es Funde aus der Jungsteinzeit. Des Weiteren wurden in der Kommune Felsritzungen und Gräber aus der Bronzezeit entdeckt. Das Tune-Schiff aus der Wikingerzeit wurde 1867 in Rolvsøy, das mittlerweile zur Kommune Fredrikstad gehört, gefunden. Es zählt zu den am besten erhaltenen Wikingerschiffen. Das älteste noch erhaltene Gebäude in der Kommune ist die Glemmen gamle kirke. Die Kirche wurde um das Jahr 1182 erbaut.

### Stadtgeschichte

#### Stadtgründung und Ausbau zur Festungsstadt

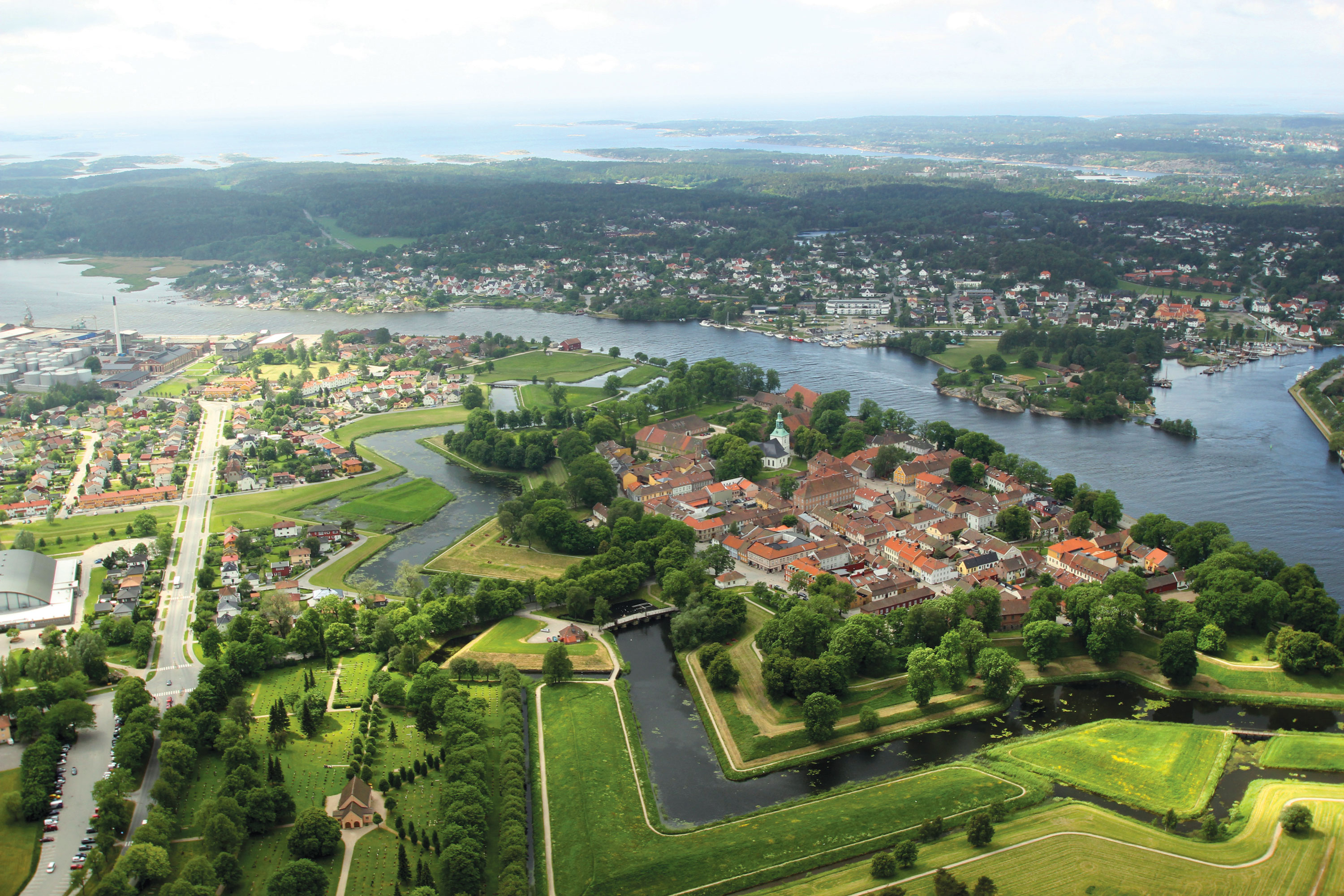
Altstadt mit der sternförmigen Festungsanlage

Die Stadt Fredrikstad wurde am 12. September 1567 durch ein königliches Dekret von König Fredrik II. gegründet. Zuvor war Sarpsborg während des Dreikronenkrieges durch schwedische Truppe niedergebrannt worden. Daraufhin wurde beschlossen eine neue Stadt stattdessen einige Kilometer weiter südlich im Mündungsgebiet der Glomma zu gründen.
Fredrikstad wurde am Ostufer der Glomma auf dem Grund des Hofes Bruberg aufgebaut. Die Altstadt (Gamlebyen) ist bis heute erhalten, auch wenn aufgrund von mehreren Stadtbränden nur noch wenige Gebäude aus der Zeit der Stadtgründung existieren. Im Zuge der Verlagerung der Stadt gingen die Stadtprivilegien von Sarpsborg an die neue Stadt über. Der Name Fredrikstad wird erstmals in einem Brief aus dem Februar 1569 schriftlich erwähnt. Im Jahr 1579 wurde auch Fredrikstad durch schwedische Truppen niedergebrannt.
Nachdem Norwegen gezwungen wurde, die Provinz Bohuslän im Jahr 1658 an Schweden abzutreten, erlangten Fredrikstad und Halden als Grenzstädte an der norwegisch-schwedischen Grenze strategische Bedeutung. Im Jahr 1663 wurde deshalb mit dem Bau einer Festung nach Plänen des Niederländers Willem Coucheron begonnen. Die Festung in Fredrikstad (Fredrikstad festning) wurde am Ostufer der Glomma nach niederländischem Muster als sternförmige Festungsanlage errichtet. Innerhalb ihrer Mauern befindet sich die heutige, gut erhaltene Altstadt (Gamlebyen).

#### Entwicklung hin zur Industriestadt

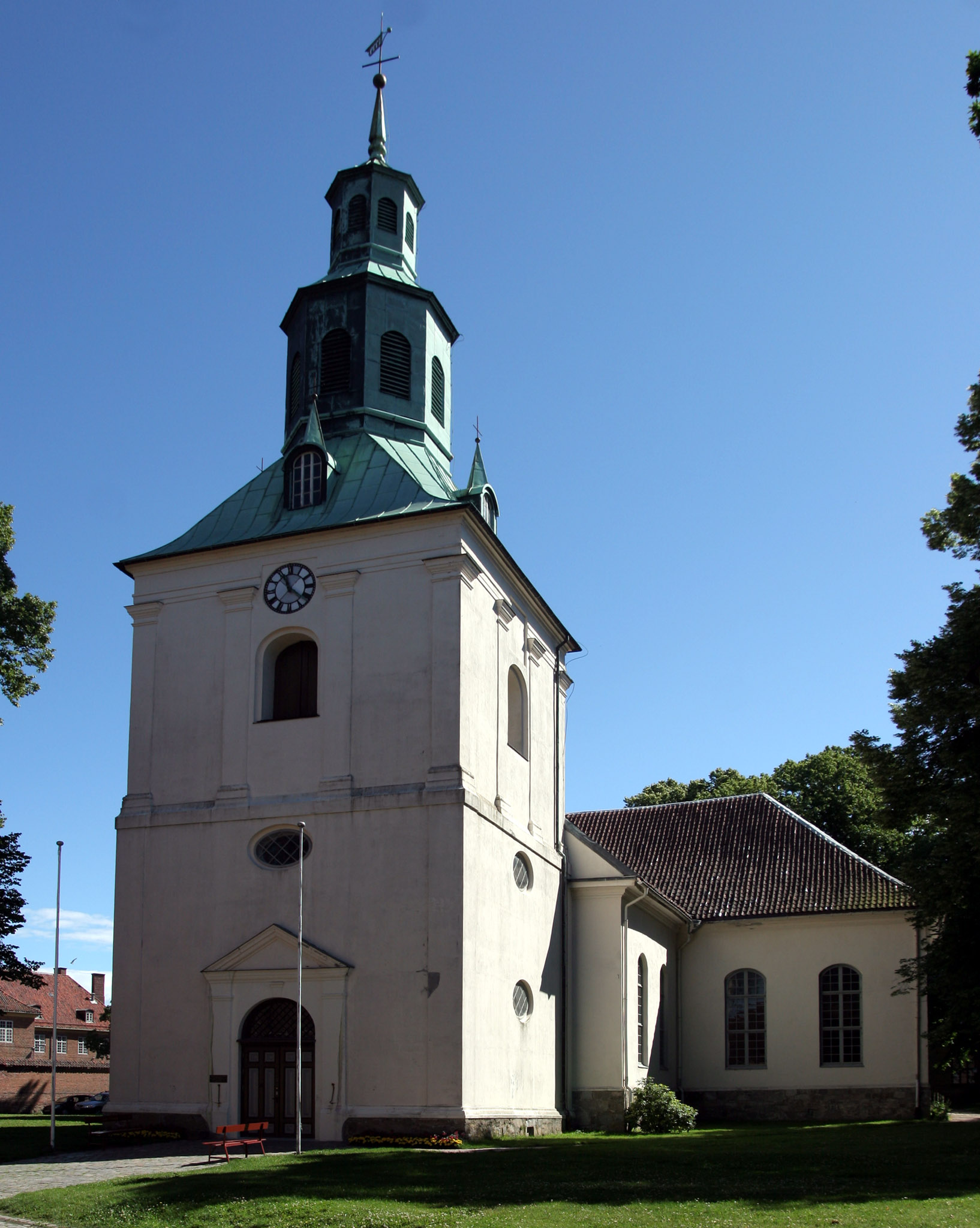
Die Østre Fredrikstad Kirche von 1779

Ab dem Jahr 1735 entstand am Westufer der Glomma eine Vorstadt. Wirtschaftlich hatte die Stadt im 18. Jahrhundert jedoch zunehmend Probleme, da die Konkurrenz aus Christiania (heute Oslo) erstarkte. Im Jahr 1764 kam es schließlich zum größten Stadtbrand in der Geschichte der Stadt, bei dem der Osten der Stadt nahezu vollständig abbrannte.
Zum einzigen Angriff auf die Festung in Fredrikstad kam es im August 1814, als schwedische Truppen die beiden Inseln Kråkerøy und Isegran vor Fredrikstad eroberten. Die Festung befand sich zu dieser Zeit in schlechter Verfassung und war kaum bemannt. Aufgrund der schnellen Kapitulation blieb sowohl die Altstadt als auch die Festung vor größeren Zerstörungen verschont, so dass die Festung heute zu den am besten erhaltenen Festungsanlagen zählt.
Im 19. Jahrhundert konnte sich die Wirtschaft in Fredrikstad unter anderem durch den Export von Holz erholen. Durch die Holzwirtschaft erhielt Fredrikstad in dieser Zeit auch den Beinamen Plankebyen (deutsch Plankenstadt). Mit der Zeit diversifizierte sich die Industrie in Fredrikstad und die Stadt entwickelte sich zu einer der bedeutendsten norwegischen Industriestädte. Zugleich wuchs die Stadt immer weiter in den Westen, so dass Mitte des 19. Jahrhunderts bereits mehr Personen auf der Westuferseite als in der Altstadt lebten. Im Jahr 1879 wurde Fredrikstad über die Smaalensbanen (heute Østfoldbanen) an das norwegische Schienennetz angebunden. Im Jahr 1903 wurde schließlich die Festung stillgelegt.

#### Seit dem Zweiten Weltkrieg
Aufgrund des Wachstums der Stadt kam es immer wieder zu größeren Eingemeindungen, etwa in den Jahren 1964 und 1994. Ab den 1960er-Jahren führte die internationale Konkurrenz zu vielen Fabrikschließungen, unter anderem in der Textilindustrie. In den 1980er-Jahren schlossen einige Werften. Zugleich wurden ab den 1960er-Jahren viele Viertel im Stadtzentrum erneuert. Im Zuge dessen verschwanden viele Holzhäuser aus dem Stadtbild.
Im Jahr 1969 wurde Fredrikstad der Sitz des Bistums Borg. Bis 2002 fungierte die Altstadt weiter als Garnisonstadt. Heute ist kein Militär mehr in der Altstadt vertreten.

### Eingemeindungen
Die Grenzen der heutigen Kommune Fredrikstad änderten sich mehrfach. Am 1. Januar 1867 wurde ein von 2013 Personen bewohntes Gebiet der Kommune Glemmen nach Fredrikstad überführt. Im Jahr 1951 folgte ein Areal mit 53 Einwohnern aus der Kommune Borge. Zu einer umfangreicheren Eingemeindung kam es am 1. Januar 1964, als Glemmen mit seinen 16.520 Einwohnern vollständig in der Kommune Fredrikstad aufging. Da Fredrikstad bis dahin nur 13.281 Einwohner hatte, stieg die Einwohnerzahl auf mehr als das Doppelte. Zeitgleich ging auch ein Gebiet mit 30 Einwohnern von Borge sowie ein unbewohntes Gebiet aus der Kommune Torsnes an Fredrikstad über. Vier Jahre später wurde ein von 170 Personen bewohntes Areal von Onsøy an Fredrikstad überführt.
Am 1. Januar 1994 wurden die Kommunen Borge, Rolvsøy, Kråkerøy und Onsøy eingemeindet. Fredrikstad hatte vor der Eingemeindung 26.513 Einwohner. Onsøy brachte im Zuge der Fusion 12.923, Borge 11.959, Kråkerøy 7445 und Rolvsøy 5947 Einwohner ein.
Mit den Eingemeindungen wurde Fredrikstad im Jahr 1994 die einwohnerreichste Kommune des Fylkes Østfold. Zudem stieg die Fläche der Kommune auf rund 290 km² an. Vor den Eingemeindungen im Jahr 1964 lag die Fläche noch bei rund 11 km².

## Verkehr

### Straßenverkehr

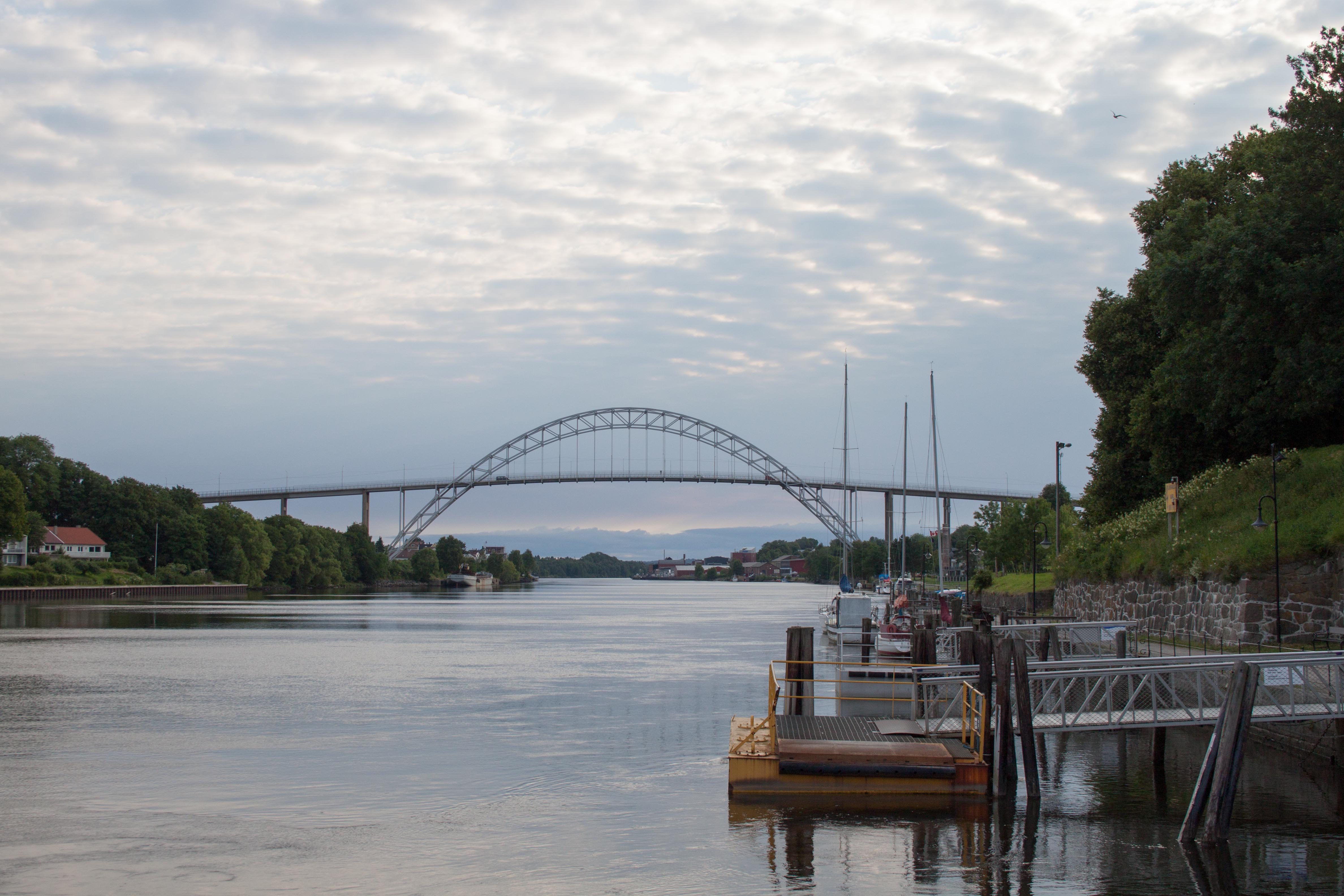
Fredrikstad-Brücke über die Glomma

Mehrere Straßen führen von der Kommune Fredrikstad zur Europastraße 6 (E6), die selbst nur auf einem kurzen Abschnitt im Osten von Fredrikstad durch die Kommune selbst verläuft. Da die E6 unter anderem die Straßenverbindung nach Oslo herstellt, gehört sie zu den wichtigsten Verkehrswegen der Region.
Der Riksvei 110 mündet in der Nachbarkommune Råde in die E6 und verläuft von dort Richtung Südosten in die Stadt Fredrikstad. In der Stadt führt der Riksvei 110 über die Fredrikstad-Brücke (Fredrikstad bru). Die Brücke überquert die Glomma und wurde 1957 eröffnet. Sie hat eine Länge von 824 Metern. Im Osten der Glomma mündet der Riksvei 110 in den Riksvei 22. Der Riksvei 22 kreuzt kurz vor Sarpsborg die E6 und führt von Fredrikstad aus in Städte wie Sarpsborg, Mysen und Lillestrøm.
Neben den Riksveiern verlaufen auch zahlreiche als Fylkesvei kategorisierte Straßen durch die Kommune. Der Fylkesvei 109 etwa stellt auf der westlichen Uferseite die Verbindung zwischen Fredrikstad und Sarpsborg her. Der Fylkesvei 130 führt nach Skjeberg im Osten und kreuzt dort ebenfalls die E6.
Mehrere der Inseln innerhalb der Kommune sind mit Brücken an das Festland angebunden. Auch zur Inselkommune Hvaler im Süden besteht eine Brückenanbindung von Fredrikstad aus.

### Schienenverkehr
Fredrikstad liegt an der westlichen Strecke der Østfoldbanen, die zwischen Oslo und Halden verläuft und auf schwedischer Seite weiter Richtung Göteborg führt. Die Entfernung zum Osloer Hauptbahnhof beträgt rund 94 Kilometer. Der Bahnhof von Fredrikstad wurde im Jahr 1879 eröffnet, als die Østfoldbanen – damals unter dem Namen Smaalensbanen – fertiggestellt wurde. Das Bahnhofsgebäude wurde von Peter Andreas Blix entworfen.

### Hafen

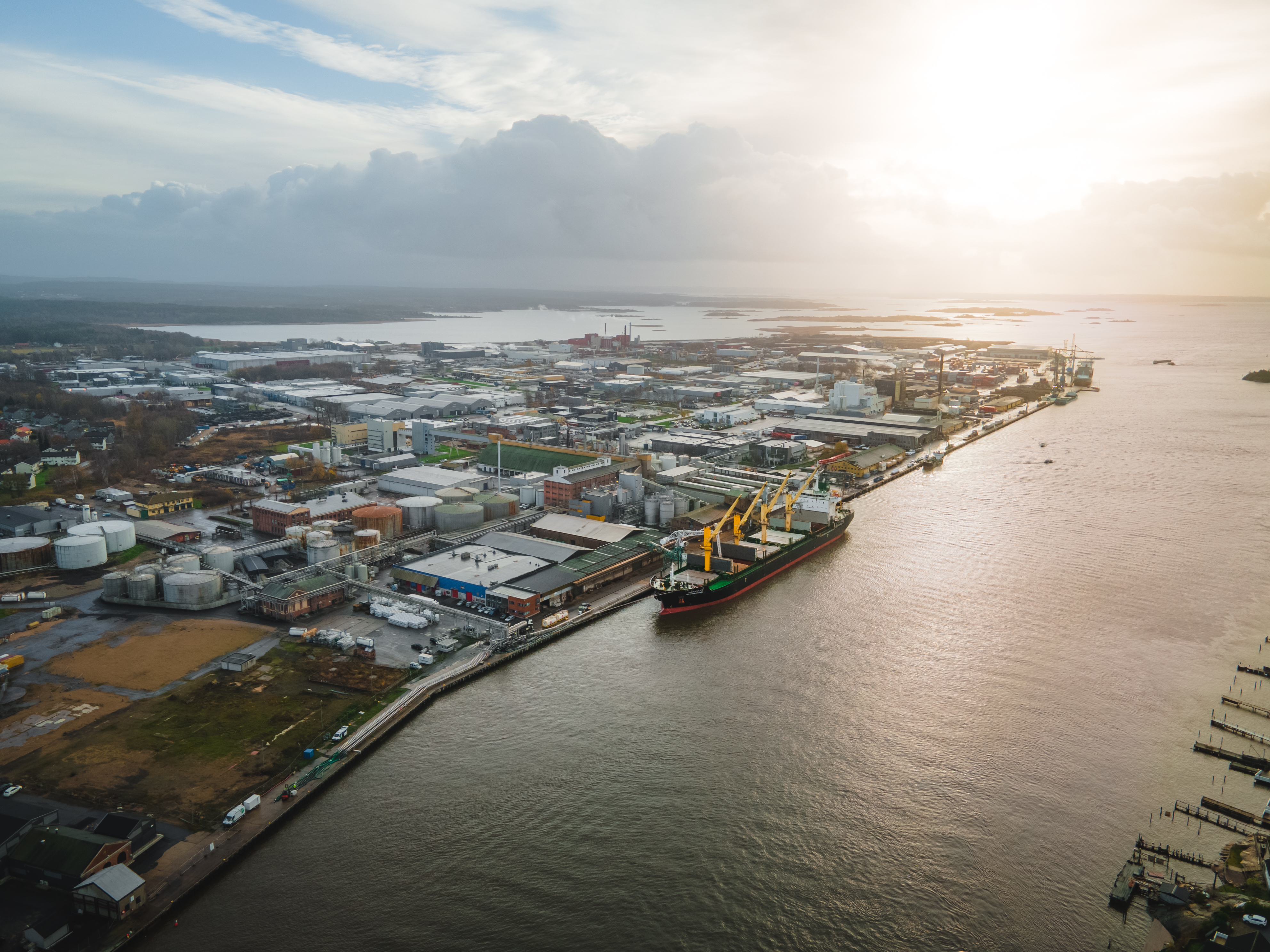
Hafen von Fredrikstad

Im Südosten der Stadt liegt im Mündungsbereich der Østerelva der Hafen von Fredrikstad. Der Hafen wird von Borg havn IKS in Zusammenarbeit von den Kommunen Fredrikstad, Sarpsborg und Hvaler betrieben.

### Überregionaler Busverkehr
Von Fredrikstad bestehen Expressbus-Verbindungen zum Flughafen Moss, Rygge (27 km) und zum Flughafen Oslo-Gardermoen (130 km).

## Wirtschaft
Fredrikstad gehört zu den bedeutendsten Industriestädten Norwegens. Der wichtigste Industriezweig ist die mechanische Industrie, gefolgt von der Lebensmittelindustrie, der Gummi-, Kunststoff- und mineralischen sowie der chemischen Industrie. Längere Zeit waren auch der Schiffbau sowie die Holz- und Ziegelindustrie von größerer wirtschaftlicher Bedeutung für Fredrikstad. Die beiden größten Werften der Stadt, die Fredriksstad mekaniske Verksted auf Kråkerøy und die Ankerløkken Verft Glommen wurden in den 1980er-Jahren geschlossen. Auch weitere traditionell Industriebetriebe mussten aufgrund der internationalen Konkurrenz aufgeben. Der Hafen von Fredrikstad ist ein wichtiger Umschlagplatz für Importwaren. Zum Hafenareal gehört auch ein Industriegebiet.
Die Landwirtschaft ist gemessen an den Arbeitsplätzen von nur geringer Bedeutung. Rund ein Viertel der Fläche  der Kommune wird landwirtschaftlich genutzt. Angebaut werden hauptsächlich Getreide, Ölpflanzen, Gemüse und Blumen. In der Kommune wird zudem Fischerei betrieben. Der Fang wird vor Ort in Fischfabriken weiterverarbeitet.
Im Jahr 2021 gab es in Fredrikstad rund 39.470 Arbeitstätige und 34.300 Arbeitsplätze, sodass es ein Auspendlerüberschuss vorlag. Etwa 24.200 der Arbeitstätigen arbeiteten in der Kommune Fredrikstad selbst, über 6300 Personen pendelten in die Nachbarkommune Sarpsborg. Jeweils über 1000 Personen pendelten zudem in die Kommunen Oslo und Moss.

## Medien, Bildung und Kultur
In Fredrikstad wird die lokale Tageszeitung Fredriksstad Blad verlegt. Die Hochschule Østfold (norwegisch Høgskolen i Østfold, kurz: HiØ) hat einen Campus in Fredrikstad.
Die Stadt Fredrikstad ist der Haupthandlungsort des Romans Der stumme Besucher. Es handelt sich dabei um das Romandebüt von Jan-Erik Fjell. Der Titel der norwegischen Originalausgabe lautet „Tysteren“.

## Sport
- Fredrikstad FK, Fußballklub in der 1. norwegischen Liga Eliteserien, mehrfacher norwegischer Meister und Pokalsieger (zuletzt 2024)
- 2005, 2014 und 2019 war Fredrikstad Regattahafen der berühmten Windjammer-Regatta Tall Ships’ Races
- Stjernen Hockey, Eishockeyclub

## Kirchen
In der Kommune befinden sich mehrere Kirchen. Die Vestre Fredrikstad kirke ist seit 1968 eine Bischofskirche und wird seitdem auch als Fredrikstad Domkirke bezeichnet. Die älteste Kirche der Region ist Glemmen gamle kirke aus dem Jahr 1182. Die Glemmen nye kirke, die 1853 erbaut wurde, ist hingegen die größte Kirche in Fredrikstad. Nach einem Brand im Jahr 1944 kam es 1949 zur Wiedereröffnung.

## Name und Wappen
Das seit 1967 offizielle Wappen der Kommune zeigt einen goldenen, aufrecht stehenden Bären und eine goldene Burg. Der Hintergrund ist rot. Das Motiv war bereits 1610 auf Segeln abgebildet, die zu Ehren von Prinz Christian angefertigt wurden. Es gibt deutliche Parallelen zum Wappen von Sarpsborg.
Fredrikstad wurde nach König Fredrik II. benannt. Sie war die erste norwegische Stadt, die nach einem König benannt wurde.

## Sehenswürdigkeiten

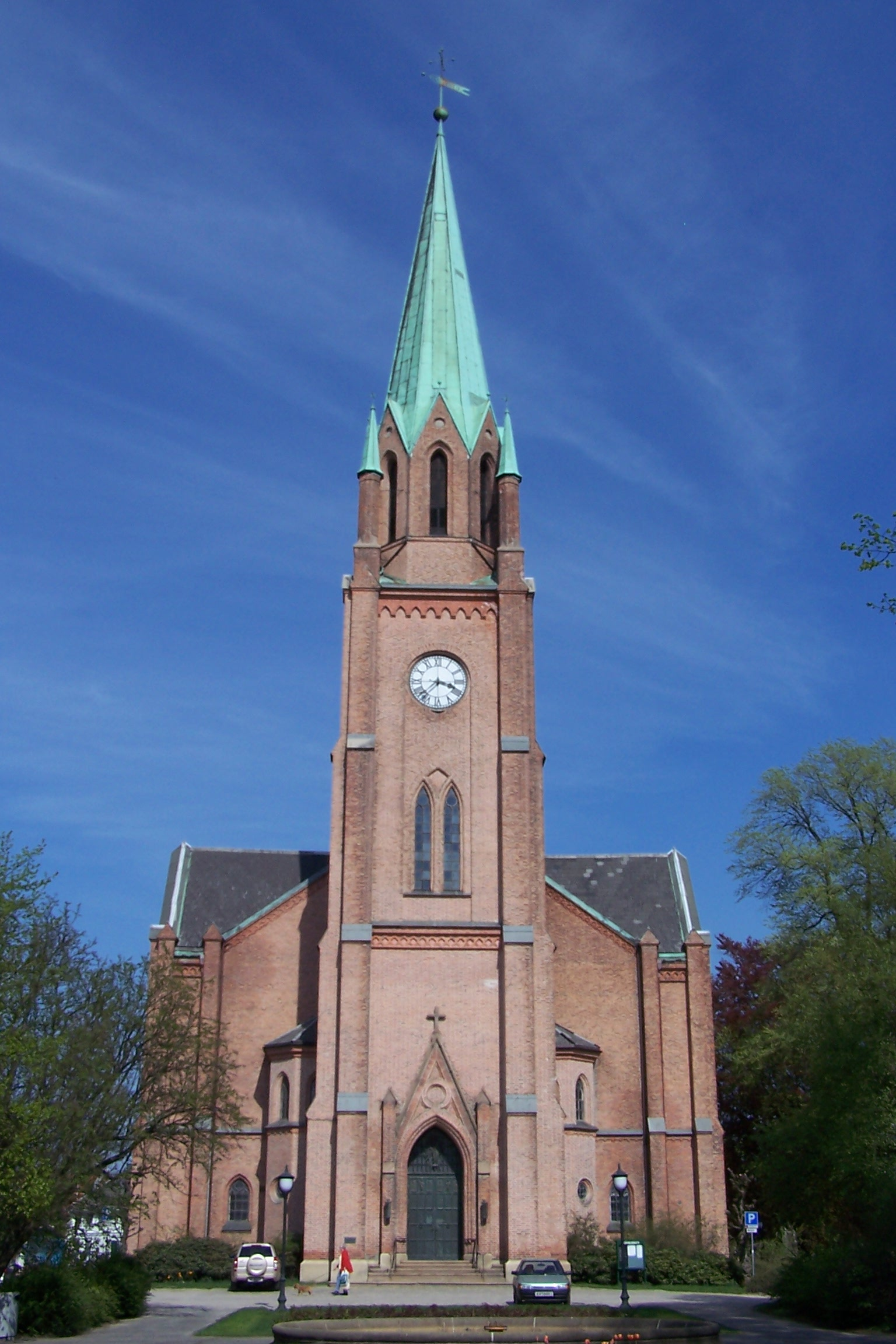
Dom zu Fredrikstad

- Fredrikstad Domkirke, 1880 im neugotischen Stil erbaut
- Østre Fredrikstad Kirke, aus dem Jahr 1779 in der Altstadt
- Fredrikstad Museum, im ehemaligen Zeughaus (Tøihuset) der Festung aus dem Jahr 1775 mit stadthistorischen Ausstellungen
- Bastion 5, Teil der Festung in der Altstadt, ein Kunst- und Handwerkerzentrum mit Galerien, Werkstätten und Geschäften in historischer Umgebung
- Modelleisenbahnzentrum in der Altstadt (Gamlebyen Modelljernbanesenter), Skandinaviens größte Modelleisenbahnanlage[19]
- Geburtshaus von Roald Amundsen[20]
- Geburtshaus und Museum für Hans Nielsen Hauge[21]

## Partnerstädte
Fredrikstad hat sieben Partnerstädte.
- Aalborg, Dänemark
- Karlskoga, Schweden
- Kotka, Finnland
- Norðurþing, Island
- Słupsk, Polen
- San Martín Jilotepeque, Guatemala
- Patzún, Guatemala

## Persönlichkeiten
Bekannte in Fredrikstad geborene Personen sind unter anderem der Polarforscher Roald Amundsen, der Olympiasieger im Gewichtheben Leif Jensen und die spätere Parteivorsitzende der Sosialistisk Venstreparti, Berit Ås.